# Liste neuseeländischer Metalbands
Die Liste neuseeländischer Metalbands zählt namhafte neuseeländische Musikgruppen aus dem Genre Metal auf. Hard-Rock-Bands werden nur in die Liste aufgenommen, insofern sie auch Metal spielen. Zur Aufnahme in die Liste muss Wikipediarelevanz vorhanden sein.
| Name              | Gründung   | Auflösung | Herkunft   | Genre(s)                                            | Anmerkungen               |
| ----------------- | ---------- | --------- | ---------- | --------------------------------------------------- | ------------------------- |
| 8 Foot Sativa     | 1998       |           | Auckland   | Death Metal, Thrash Metal                           |                           |
| Alien Weaponry    | 2010       |           | Waipu      | Groove Metal                                        |                           |
| Beastwars         | 2007, 2018 | 2016      | Wellington | Sludge, Stoner Doom                                 |                           |
| Black Boned Angel |            | 2012      | Wellington | Drone Doom, Dark Ambient                            |                           |
| Bleed This Earth  | 2019       |           | Wellington | Melodic Death Doom, Funeral Doom, Gothic Metal      |                           |
| Dawn of Azazel    | 1999       |           | Auckland   | Death Metal                                         |                           |
| Demoniac          | 1992       | 1999      | Auckland   | Black Metal, Power Metal                            |                           |
| Devilskin         | 2010       |           | Hamilton   | Alternative Metal, Hard Rock, Heavy Metal           |                           |
| Enter the Soil    | 2008       |           | Wellington | Melodic Death Doom, Funeral Doom, Gothic Metal      | als Hirsute gegründet     |
| Razorwyre         | 2009       | 2014      | Wellington | Heavy Metal, Speed Metal, Thrash Metal, Power Metal | als Gaywyre gegründet     |
| Saving Grace      | 2005       |           | Gisborne   | Metalcore, Deathcore                                |                           |
| Stälker           | 2016       |           | Wellington | Speed Metal                                         |                           |
| Súl Ad Astral     | 2012       |           | Dunedin    | Atmospheric Black Metal                             |                           |
| Ulcerate          | 2000       |           | Auckland   | Brutal Death Metal, Technical Death Metal           | als Bloodwreath gegründet |